# 3-idrossiisobutirrato deidrogenasi
La 3-idrossiisobutirrato deidrogenasi è un enzima appartenente alla classe delle ossidoreduttasi, che catalizza la seguente reazione:
3-idrossi-2-metilpropanoato + NAD+ ⇄ 2-metil-3-ossopropanoato + NADH + H+